# Willis Carrier
Willis Haviland Carrier (Condado de Erie, 26 de novembro de 1876 – Nova Iorque, 7 de outubro de 1950) foi um engenheiro norte-americano, conhecido como o inventor do ar-condicionado e do umidificador de ar moderno. Carrier inventou a primeira unidade de ar-condicionado elétrico em 1902. Em 1915 fundou a Carrier Corporation, uma empresa especializada na fabricação e distribuição de sistemas de aquecimento, ventilação e ar-condicionado.

## Infância e educação
Em 1897, Willis Carrier conseguiu uma bolsa de estudos da Universidade Cornell e se formou em 1901 com licenciatura em engenharia mecânica.
Passou então a trabalhar para a Buffalo Forge Company, fabricante de aquecedores, ventiladores e sistemas de exaustão de ar, no departamento de engenharia de concepção de sistemas de aquecimento para secar madeira e café.

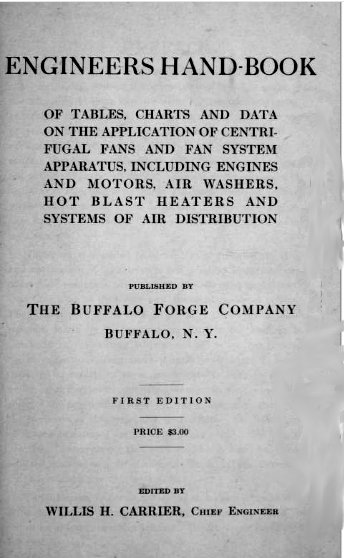
Manual dos engenheiros, editado por Carrier enquanto estava na Buffalo Forge Co. em 1914

## Fundação da companhia
Em Buffalo, Nova Iorque, no dia 17 de julho de 1902, ao tentar resolver um problema de qualidade existente na Lithographing Sackett-Wilhelms & Publishing Company of Brooklyn, Carrier apresentou seus desenhos que se tornariam mais tarde o sistema do ar-condicionado conhecido hoje.
A instalação em 1903 marcou o nascimento do ar-condicionado e do umidificador de ar, por causa da adição de controle de umidade, o que levou ao reconhecimento por parte das autoridades no domínio que o ar-condicionado deve realizar quatro funções básicas:
1. Controle da temperatura
2. Controle da umidade
3. Controle da circulação de ar e ventilação
4. Purificação do ar

Após vários anos de refinamento e testes de campo, em 2 de janeiro de 1906, nasceu a Carrier Corporation. A invenção de patente nº 808 897, que ele chamou de um "aparelho para o tratamento do ar", foi o primeiro tipo de equipamento de ar-condicionado no mundo.
Foi projetado para umidificar ou desumidificar o ar, fazendo o aquecimento de água para umidificar e a refrigeração de água para retirar a umidade do ar. A primeira venda do aparelho foi feita no final de 1906, para o LaCrosse National Bank, La Crosse, Wisconsin.

## Vida pessoal
Willis era filho de Duane Carrier Williams (1836–1908) e Elizabeth R. Haviland (1845–1888). Elizabeth era filha de David Jay Haviland e Elizabeth Ann Button.